# Provincia dell'Alto Katanga
La provincia dell'Alto Katanga, talvolta indicato come Sud Katanga (francese: Province du Haut-Katanga) è una delle 26 province della Repubblica Democratica del Congo. Il suo capoluogo è la città di Lubumbashi (antica Élisabethville).
La provincia si trova nella parte più meridionale del Congo al confine con lo Zambia
Nel precedente ordinamento amministrativo del Congo (in vigore fino al 2015) la provincia non esisteva in quanto faceva parte della più ampia provincia del Katanga.

## Geografia antropica

### Suddivisioni amministrative
La provincia dell'Alto Katanga è suddivisa nelle città di Lubumbashi e Likasi, che comprendono vari comuni limitrofi, ed in 6 territori:
- territorio di Kambove, capoluogo: Kambove;
- territorio di Kasenga, capoluogo: Kasenga;
- territorio di Kipushi, capoluogo: Kipushi;
- territorio di Mitwaba, capoluogo: Mitwaba;
- territorio di Pweto, capoluogo: Pweto;
- territorio di Sakania, capoluogo: Sakania.